# Breathe (Midnight Oil)
Breathe è il nono album in studio del gruppo rock australiano Midnight Oil, pubblicato nel 1996.

## Tracce
1. Underwater – 5:02
2. Surf's Up Tonight – 3:05
3. Common Ground – 4:26
4. Time to Heal – 3:54
5. Sins of Omission – 4:35
6. One Too Many Times – 3:27
7. Star of Hope – 4:57
8. In the Rain – 2:28
9. Bring on the Change – 3:50
10. Home (feat. Emmylou Harris) – 4:29
11. E-Beat – 4:32
12. Barest Degree – 3:09
13. Gravelrash – 3:27

## Formazione
- Peter Garrett - voce
- Rob Hirst - batteria, voce
- Bones Hillman - basso, voce
- Jim Moginie - chitarra, tastiere, voce
- Martin Rotsey - chitarre